# Donna Hightower
Donna Hightower (Cathersville, Missouri, 28 december 1926 – Austin (Texas), 19 augustus 2013) was een Amerikaanse rhythm & blues-, soul- en jazzzangeres. Ook zong ze disco en pop. In Nederland en België is ze het meest bekend door haar single "This World Today Is A Mess" uit de jaren zeventig.

## Biografie
Hightower groeide op in Los Angeles en werd beïnvloed door de gospel-muziek en, later, jazz: Ella Fitzgerald, Kay Starr en Ella Mae Morse. In 1951 werd ze in Chicago toevallig ontdekt en kon ze zingen in het orkest van Horace Henderson. Kort na haar ontdekking maakte ze haar eerste plaat voor Decca, "I Ain't In the Mood", door haar zelf geschreven, met begeleiding van Henderson. De plaat werd gevolgd door andere, weinig succesvolle singles. Ze zong met het trio van Hank Hazlett en won bij een talentenjacht een platencontract bij RPM Records, waarvoor ze singles maakte met begeleiding van het orkest van Maxwell Davis. Ze zong in Apollo Theater en ging op tournee met onder meer B.B. King en Johnny "Guitar" Watson.

## Europa

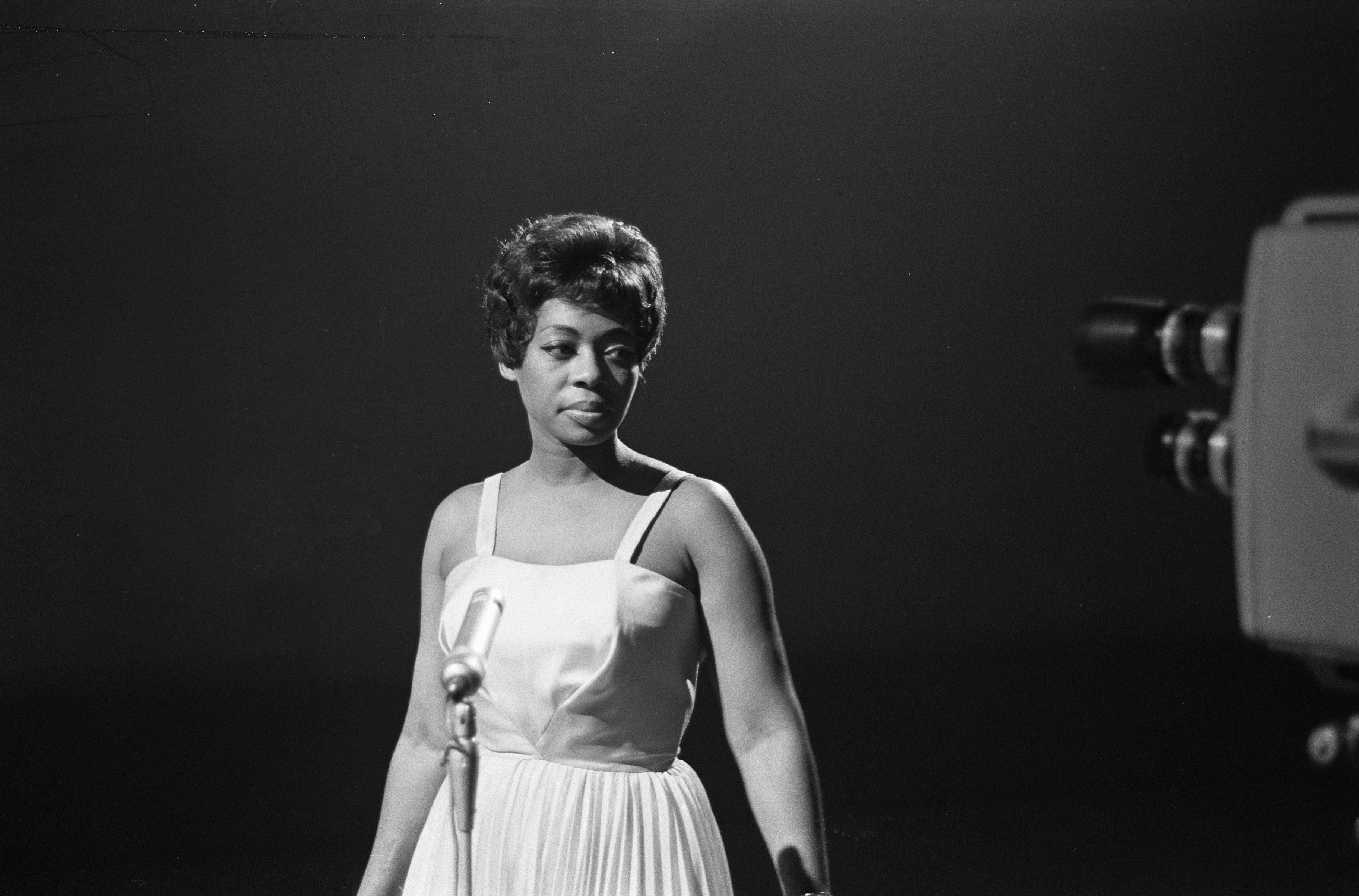
Optreden in Treslong (1962)

In 1958 nam ze haar eerste plaat voor Capitol Records op, "Take One', waarvan verschillende nummers op single verschenen, kort daarop gevolgd door een tweede album, met begeleiding van de band van Sid Feller. In 1959 ging ze in Europa werken, waar ze optrad in Engeland (met Ted Heath), Zweden, Spanje, Duitsland en België. In Frankrijk woonde ze enkele jaren en nam ze ook songs in het Frans op: in 1964 haalde bijvoorbeeld "C'est Toi Mon Idole", een versie van "My Guy Lollipop", de eerste plaats in Canada. Ze trad ook op in andere landen, onder meer met het orkest van Heinz von Hermann.
In Spanje, ze woonde 20 jaar in Madrid, won ze verschillende prijzen op songfestivals en nam ze succesvolle spaanstalige platen op, waaronder duetten met Danny Daniel onder de naam Danny y Donna ("El Vals de las Mariposas" stond zo'n vijf maanden in de Spaanse hitlijsten). Met Daniel werkte ze jarenlang samen, ook bij het schrijven van liedjes, zoals If you hold my hand. Haar single "This World Today Is A Mess" uit 1972 werd een grote hit en verkocht een miljoen exemplaren. Na enkele popplaten nam ze in 1976 de bigband-jazzplaat "El Jazz y Donna Hightower" op, met Pedro Iturralde. In 1985 kwam een religieuze album plaat, "Prima Donna". In 1991 trok ze zich terug uit de muziekbusiness en ging ze in Austin, Texas wonen. Ze deed onder meer commercials en trad op in een documentaire over Annie Mae Hunt.
Donna Hightower is in 2013 op 86-jarige leeftijd overleden.

## Discografie
- Gee Baby, Ain't I Good To You?, Capitol, 1959
- Take One, Capitol, 1959
- This World Today Is A Mess, Columbia (Discos Columbia), 1972 (in België: Decca, in Nederland: Donna Hightower, Pink Elephant, 1972)
- Here I Am, Metronome/Decca, 1974
- Take One, EMI, 1974
- I'm In Love With Love, Decca, 1974
- El Jazz y Donna Hightower, 1976
- Prima Donna, Master Vision, 1985
- Corrals de Mallorca, 1989
- Jazz en Espana vol. 4, RTVE Classics, 2007

## NPO Radio 2 Top 2000
Van Donna Hightower stond alleen If you hold my hand in 1999 in de NPO Radio 2 Top 2000, op plek 1708.